# نوچاه (طرقبه شاندیز)
نوچاه، روستایی از توابع بخش طرقبه شهرستان طرقبه شاندیز در استان خراسان رضوی ایران است.

## جمعیت
روند تغییرات جمعیت این روستا یک سیر سینوسی را در یک دهه اخیر نشان می‌دهد. این روستا براساس سرشماری مرکز آمار ایران در سال ۱۳۸۵، جمعیت آن ۷۲۶ نفر (۱۸۵ خانوار) بوده‌است. سپس جمعیت این روستا در سال ۱۳۹۰ به ۴۷۶ نفر کاهش یافته‌ و در سرشماری سال 1395 به 823 نفر (444 مرد و 379 زن) در قالب 265 خانوار افزایش داشته است.

## نام‌گذاری
در گذشته قناتی برای بهره‌گیری بهینه از آب موجود در بند گلستان ایجاد شده و ۹ چاه برای استفاده از آب قنات حفر شد و آن منطقه، نه‌چاه نامیده شد. به مرور، نام این منطقه به نوچاه تغییر یافت.